# A968 road
Die A968 road ist eine A-Straße auf den schottischen Shetlandinseln. Mit Mainland, Yell und Unst erstreckt sie sich über drei Inseln und beinhaltet zwei Fährverbindungen.

## Verlauf
Die Straße zweigt in Hillside auf Mainland von der A970 ab. Sie führt in nördlicher Richtung und erreicht mit dem Meeresarm Dales Voe die Ostküste Mainlands. Wenige Kilometer nördlich, nach einer Gesamtstrecke von rund 16 km, endet die Straße am Fähranleger von Toft.
Nach der Fährüberfahrt nach Yell setzt die A968 ihren Lauf in Ulsta fort. Dort zweigt die B9081 ab, die entlang der Süd- und Ostküste führt, während die A968 zunächst in nördlicher Richtung entlang der Westküste verläuft, dann nach Osten abknickt und bei Mid Yell die B9081 wieder aufnimmt. Den Meeresarm Basta Voe umrundend erreicht die A968 Sellafirth und schließlich den Küstenort Gutcher an der Nordostküste. Die Gesamtstrecke auf Yell beträgt rund 29 km.
Mit einer Fährverbindung den Bluemull-Sund querend, setzt sich die A968 auf Unst fort. Sie tangiert Belmont (siehe auch Belmont House) sowie Uyeasound und durchquert Unst in nordnordöstlicher Richtung. Sie erreicht schließlich den Hauptort der Insel Baltasound an der Ostküste. Wenige Kilometer nördlich endet die A968 in Haroldswick. Die B9068 führt als Verlängerung der Straße in nordwestlicher Richtung und endet am Burra Firth. Auf Unst weist die A968 eine Länge von 16 km auf und besitzt damit eine Gesamtlänge von 61 km.